# Liotyphlops wilderi
Liotyphlops wilderi är en kräldjursart som beskrevs av Garman 1883. Liotyphlops wilderi ingår i släktet Liotyphlops och familjen Anomalepididae. Inga underarter finns listade i Catalogue of Life.
Arten förekommer i östra Brasilien i delstaterna Minas Gerais och Rio de Janeiro.